# Lista najwyższych budynków w Melbourne
Melbourne jest jednym z największych miast w Australii. Jest to jedna z bardziej rozpoznawalnych panoram na świecie. Od 2006 wzbogacona o najwyższy w mieście Eureka Tower (drugi co do wysokości w kraju). Gmach ten jest, tak jak większość budowanych obecnie wieżowców na świecie, jest apartamentowcem. Obecnie stoi tu 26 budynków, które można uznać ze wieżowce, ponad 100 metrów ma natomiast ponad 60 budynków. Aż 8 przekracza 200 metrów wysokości, a 4 znajdują się na liście stu najwyższych na świecie.  Przed Eureka Tower najwyższy od 1991 roku był tu 120 Collins Street. Tak wysokie budynki powstały tu już jakiś czas temu. Proces ten rozpoczął się w latach 70. Trwał on do początków lat 90., z mniejszym nasileniem w latach 80. Pod koniec lat 90. ponownie zaczęły powstawać wysokie budynki, jednak tym razem już nie były to biurowce jak do tej pory, lecz budynki bądź całkowicie mieszkalne, bądź łączące obie te funkcje. Zaaprobowane są kolejne projekty. Najwyższy z nich jednak ma "zaledwie" 226 metrów wysokości (Prima on Southbank).

## 10 najwyższych

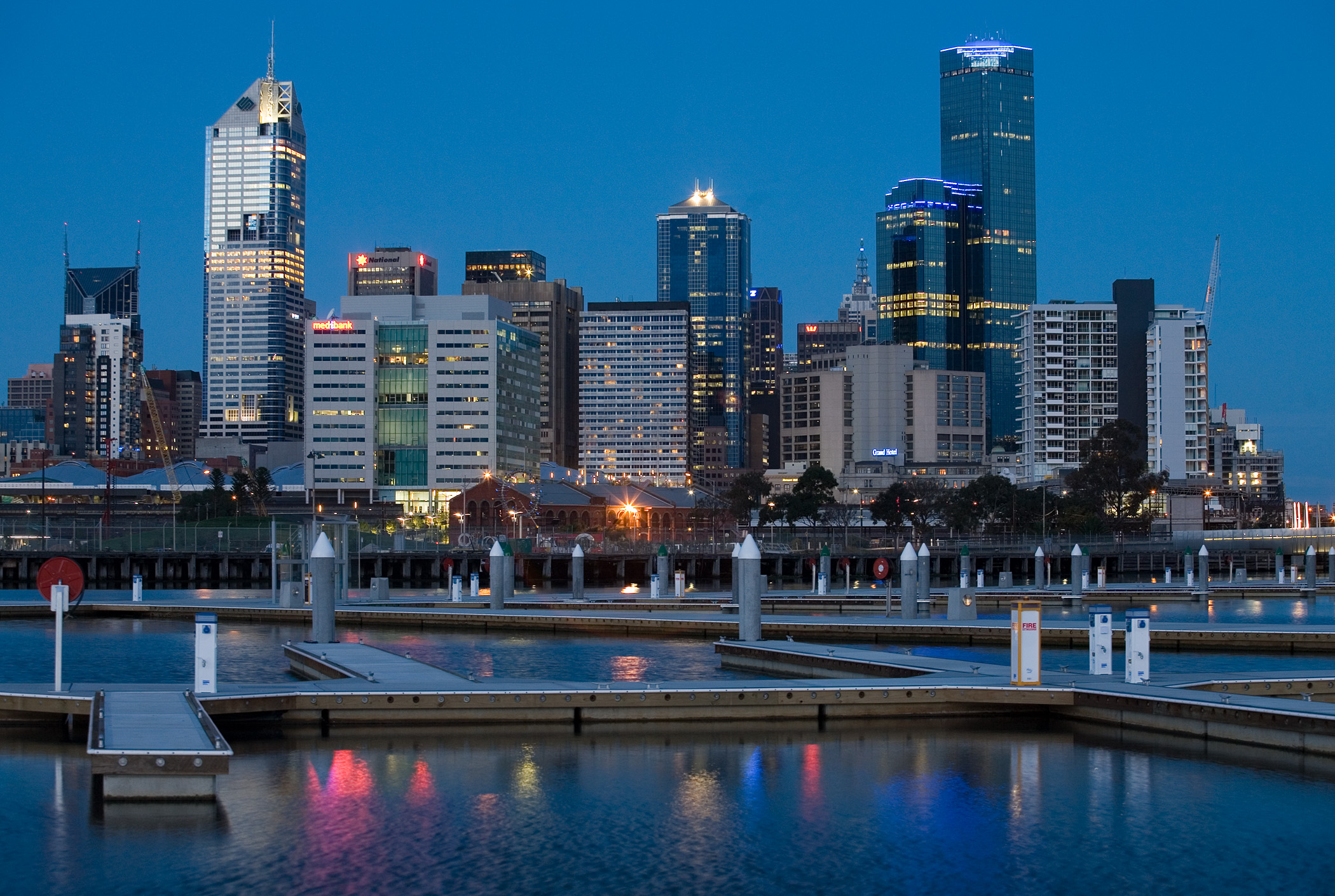
Panorama miasta od strony doków, wieczorem

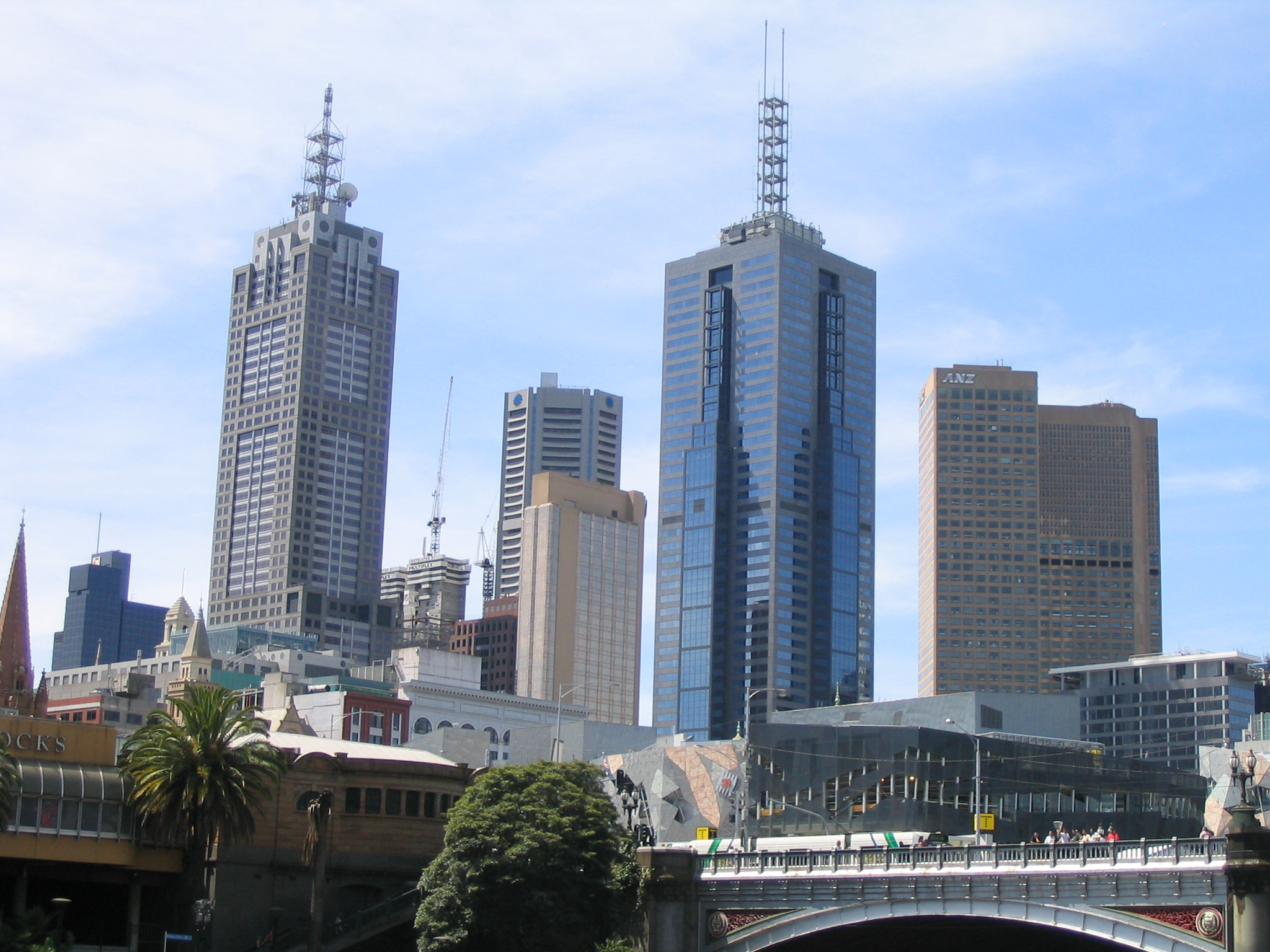
Centrum Melbourne

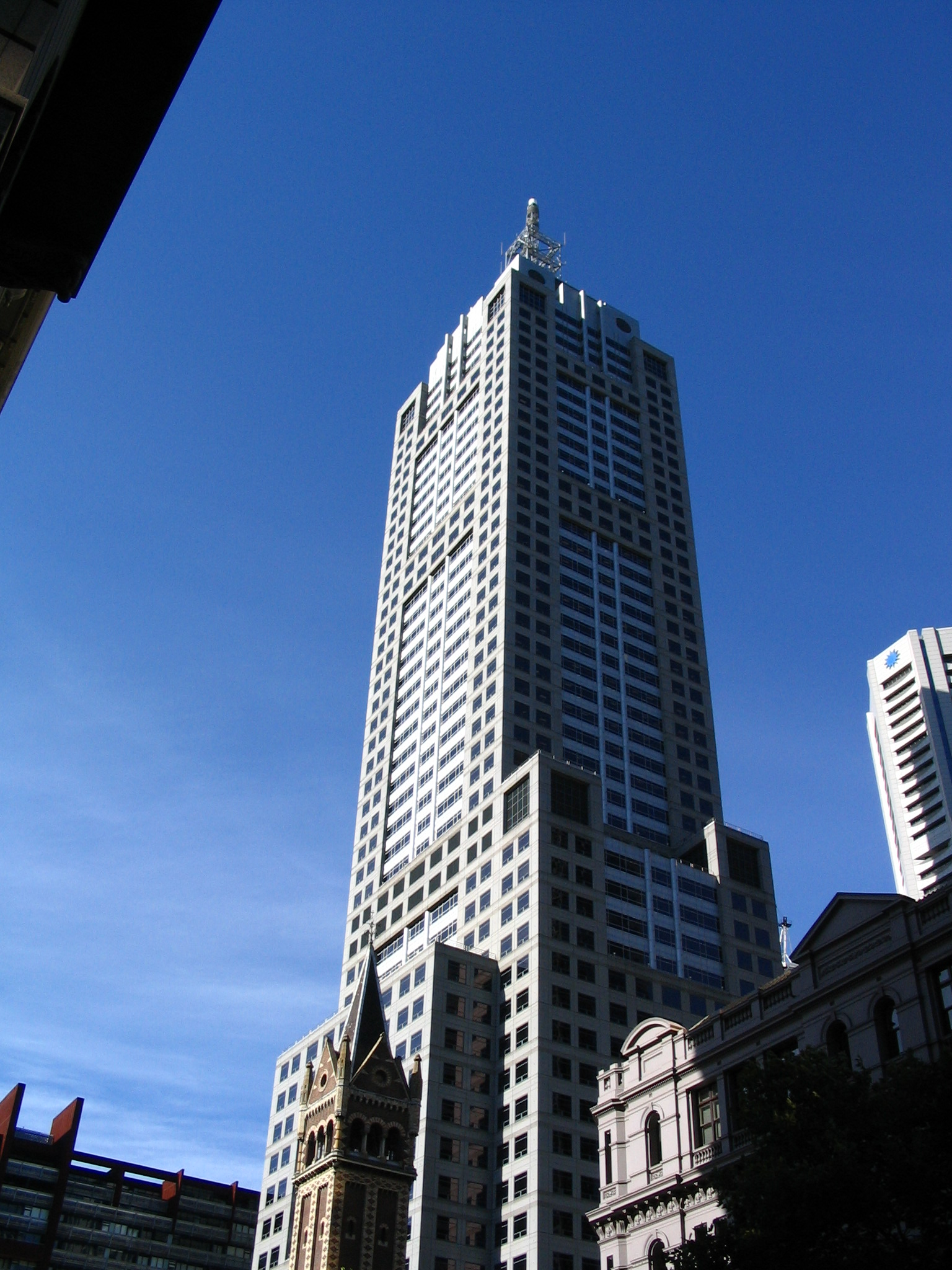
120 Collins Street

| Ranking | Budynek                            | Wysokość strukturalna | Liczba pięter | Rok budowy |
| ------- | ---------------------------------- | --------------------- | ------------- | ---------- |
| 1.      | Eureka Tower                       | 297 m                 | 91            | 2006       |
| 2.      | 120 Collins Street                 | 264 m                 | 52            | 1991       |
| 3.      | 101 Collins Street                 | 260 m                 | 50            | 1991       |
| 4.      | Rialto Towers                      | 251 m                 | 63            | 1986       |
| 5.      | Bourke Place                       | 224 m                 | 51            | 1991       |
| 6.      | Telstra Corporate Building         | 218 m                 | 47            | 1992       |
| 7.      | Melbourne Central Office Tower     | 211 m                 | 53            | 1991       |
| 8.      | Freshwater Place Residential Tower | 205 m                 | 63            | 2005       |
| 9.      | 80 Collins Street                  | 190 m                 | 50            | 1977       |
| 10.     | Sofitel Hotel                      | 185 m                 | 50            | 1981       |

## Pozostałe budynki powyżej 150 metrów
| Ranking | Budynek                  | Wysokość strukturalna | Liczba pięter | Rok budowy |
| ------- | ------------------------ | --------------------- | ------------- | ---------- |
| 10-11.  | ANZ Tower                | 185 m                 | 46            | 1980       |
| 12.     | 385 Bourke Street        | 169 m                 | 43            | 1983       |
| 13.     | 530 Collins Street       | 167 m                 | 40            | 1991       |
| 14.     | Casselden Place          | 166 m                 | 43            | 1992       |
| 15.     | Ernst & Young Plaza      | 165 m                 | 40            | 2005       |
| 16.     | SX Stage 1               | 163 m                 | 40            | 2005       |
| 17.     | ANZ World Headquarters   | 162 m                 | 37            | 1993       |
| 18-18.  | National Bank House      | 161 m                 | 40            | 1978       |
| 18-19.  | 2 Southbank Boulevard    | 161 m                 | 40            | 2005       |
| 20.     | Verve 501 Swanston Tower | 159 m                 | 45            | 2006       |
| 21.     | Royal Domain Tower       | 154 m                 | 44            | 2005       |
| 22.     | Optus Centre             | 153 m                 | 34            | 1975       |
| 23-23.  | 140 William Street       | 152 m                 | 41            | 1972       |
| 23-24.  | Crown Towers             | 152 m                 | 43            | 1997       |
| 25-25.  | Urban Workshop Londsdale | 150 m                 | 34            | 2005       |
| 25-26.  | 303 Collins St.          | 150 m                 | 30            | 1973       |